# Salix balfouriana
Salix balfouriana — вид квіткових рослин із родини вербових (Salicaceae).

## Морфологічна характеристика
Це дерево чи кущ до 5 метрів заввишки. Дворічні гілочки голі чи злегка запушені; юні гілочки червонувато-чорні, запушені. Листки дуже дрібні при квітці; пластинка еліптична, еліптично-видовжена чи обернено-яйцювато-довгаста, 6–8(12) × 2–4 см, на пагонах до 18 см, залозисто-зубчаста, абаксіально (низ) запушена, зазвичай іржастого кольору в молодості, у зрілому віці гола, білувата, гола чи запушена вздовж жилок, адаксіально темно-зелена, край цілий чи непомітно залозисто-зубчастий, верхівка тупа чи гостра, зігнута; листкова ніжка 1–1.5 см, волосиста. Сережки 20(40) × 6–10 мм. Чоловіча квітка: пиляки жовті, рідше червоні. Плодоносна сережка до 8 см. Жіноча квітка: зав'язь червонувато-фіолетова, яйцювато-конічна, запушена, сидяча. Коробочка до 5.5 мм, майже гола.

## Середовище проживання
Південно-Центральний Китай. Населяє гірські схили, зарості; на висотах 2800–4000 метрів.